# Gare de Bertry
La gare de Bertry est une gare ferroviaire française de la ligne de Busigny à Somain, située sur le territoire de la commune de Bertry, dans le département du Nord, en région Hauts-de-France.
Elle est mise en service en 1858 par la Compagnie des chemins de fer du Nord. C'est une halte voyageurs de la Société nationale des chemins de fer français (SNCF) desservie par des trains TER Hauts-de-France.

## Situation ferroviaire
Établie à 132 mètres d'altitude, la gare de Bertry est située au point kilométrique (PK) 186,42 de la ligne de Busigny à Somain, entre les gares ouvertes de Maurois et de Caudry.

## Histoire
La station de Bertry est mise en service le 15 juillet 1858 par la Compagnie des chemins de fer du Nord, lorsqu'elle ouvre la ligne de Busigny à Somain.
Le 4 décembre 1907, à deux cents mètres de la gare de Bertry, arrive le train 4804 composé de 39 wagons chargés de 650 tonnes de houille. La locomotive explose, tuant son chauffeur Désiré Jean-Baptiste Petit, 27 ans et son mécanicien Joseph Loucheux, 54 ans, tous deux du dépôt de Somain. La catastrophe se produit tout à côté d'habitations et de l'usine électrique.
Dans le cadre d'un vaste programme d'aménagement des espaces autour de la gare, l'ancien bâtiment voyageurs, édifié par la Compagnie du Nord, a été détruit en 2006.

## Service des voyageurs

### Accueil
Halte SNCF, c'est un point d'arrêt non géré (PANG) à entrée libre.
La traversée des voies et le passage d'un quai à l'autre se fait par le pont routier. 

### Desserte
Bertry est desservie par des trains TER Hauts-de-France qui effectuent des missions entre les gares de Saint-Quentin et de Cambrai ou de Douai à la fréquence d'un aller-retour du lundi au vendredi en direction de Douai

### Intermodalité
Un parc pour les vélos et un parking pour les véhicules y sont aménagés.